# Bicyclus similis
Bicyclus similis är en fjärilsart som beskrevs av Condamin 1963. Bicyclus similis ingår i släktet Bicyclus och familjen praktfjärilar. Inga underarter finns listade i Catalogue of Life.